# Vojislav Vukčić Hrvatinić
Vojislav Vukčić Hrvatinić (fallecido después de 1402) fue un noble de la familia Hrvatinić, que gobernó la región de Donji Kraji en Bosnia a finales del s. XIV y principios del XV.

## Biografía
Vojislav fue el hijo menor de Vukac Hrvatinić, quien a su vez era hijo de Hrvatin Stjepanić, el fundador de la familia Hrvatinić. Tenía tres hermanos mayores: Hrvoje, Vuk y Dragiša, así como tres hermanas: Resa, Vučića y otra de nombre desconocido, quien se casó con el tío de los duques de Usora, Vukmir y Vukašin Zlatonosović. Entre los hermanos, Hrvoje Vukčić destacó más, ostentando el título de gran duque de Bosnia desde 1380.
A finales de noviembre de 1388, estuvo en Knin junto a su hermano Hrvoje. En ese momento, Knin estaba bajo el dominio del rey bosnio Tvrtko I Kotromanić. Se cree que los hermanos, desde Knin, enviaron una invitación a las ciudades dálmatas para que se sometieran al rey bosnio. Se supone que la mención de «Vojislav Vojvodić» entre los testigos en dos documentos del rey bosnio Ostoja (emitidos el 15 de enero de 1399) hace referencia a Vojislav Vukčić. En estos documentos, Ostoja concedió oficialmente a la República de Dubrovnik la propiedad de tierras desde Kurila hasta Ston, confirmando privilegios otorgados anteriormente.
Junto a Hrvoje, Vojislav estuvo al lado del rey Ostoja, primero en Lišnica, en Usora, y luego en la corte real en Sutjeska. Se le menciona en un documento de Hrvoje dirigido a los habitantes de Zadar en 1401. A finales de agosto de 1402, Vojislav se encontró en el campamento de Hrvoje en Zemljanik. Fue enviado a Zadar con un mensaje de Hrvoje para Luigi Aldemarisco, almirante y representante de Ladislao de Nápoles. Hrvoje planeaba un encuentro con el pretendiente húngaro para coordinar una campaña militar contra Segismundo de Luxemburgo y sus seguidores.
Vojislav tuvo un hijo llamado Juraj, quien se convirtió en el verdadero sucesor de su tío Hrvoje Vukčić. Tras la muerte de Hrvoje en 1416, su hijo Balša heredó sus dominios, pero falleció pocos meses después. La viuda de Hrvoje, Jelena, se casó con el rey Ostoja, aunque la mayor parte del territorio quedó en manos de Juraj. La primera mención de Juraj en documentos históricos de 1419, cuando aparece como testigo en un documento de Esteban Ostojić con el título de knez de Donji Kraji.